# Youn Sun Nah
Youn Sun Nah (* 28. August 1969 in Seoul) ist eine südkoreanische Jazzsängerin und Songschreiberin.

## Leben und Wirken
Youn Sun Nah wuchs als Tochter eines Dirigenten und einer klassischen Sängerin auf. Mit 23 Jahren debütierte sie als Sängerin bei einem Konzert mit dem koreanischen Sinfonieorchester. Auf nationaler Ebene schlossen sich zahlreiche Auftritte in Musicals an, für die sie mehrere Auszeichnungen erhielt. Unter anderem wirkte sie in der koreanischen Fassung des Musicals Linie 1 mit.
Obwohl Youn Sun Nahs Wurzeln im Musical-Fach liegen, wurden ihr die Grenzen dieser sehr schnelllebigen, kommerziellen Szene zu eng. So entschloss sie sich 1995, nach Paris zu gehen, um dort am CIM, einer der ältesten Jazzschulen Europas, Jazz und französisches Chanson zu studieren. Zudem besuchte sie das Staatliche Musikinstitut in Beauvais sowie das Boulanger-Konservatorium. Als Sängerin eines Quintetts traf sie in den Pariser Clubs auf die Musiker der Pariser Jazzszene. Durch Festivalauftritte wurde ihr Name in Frankreich bekannt. Sie trat auch weiterhin regelmäßig in Südkorea auf.
In den Jahren 2001 bis 2007 spielte Youn Sun Nah fünf Alben ein. Sie tourte durch Frankreich, Europa und ganz Asien einschließlich ihrer südkoreanischen Heimat. Ihre Darbietungen brachten der Sängerin 2004 in Südkorea die Auszeichnung „Best Artist“ in der Kategorie „Crossover“ ein. Sie gewann 2005 den Grand Prix beim Jazz à Juan Concours sowie eine Auszeichnung als beste Nachwuchskünstlerin in Südkorea. 2007 erschien ihr Album Memory Lane, koproduziert vom dänischen Pianisten Niels Lan Doky und dem südkoreanischen Bassisten Kim Jeong-ryul. Von Wynton Marsalis erhielt sie eine Einladung zur „Jazz at Lincoln Center“-Konzertreihe.
2009 wurde die Sängerin exklusiv bei ACT unter Vertrag genommen. Mit den schwedischen Musikern Ulf Wakenius und Lars Danielsson spielte sie ihr ACT-Debüt Voyage ein, das 2009 erschienen ist. Das Nachfolgealbum Same Girl erschien im Herbst 2010.
Bei der Abschlussfeier der Olympischen Winterspiele 2014 in Sotschi sang sie eine Kurzversion des koreanischen Volksliedes Arirang.

## Auszeichnungen
2010 wurde sie bereits zum vierten Mal mit dem Korean Music Award in der Kategorie „Jazz und Crossover Album des Jahres“ ausgezeichnet. In Deutschland wurde sie unter anderem mit dem Echo Jazz 2011 als „beste Sängerin international“ prämiert. Beim „BMW Welt Jazz Award“ gewann sie 2010 den Publikumspreis.
Das französische Kulturministerium ehrte Youn Sun Nah mit dem „Chevalier de l’Ordre des Arts et des Lettres“. Von der französischen Jazz-Akademie erhielt sie den „Prix Mimi Perrin du Jazz Vocal“ als Sängerin des Jahres. Darüber hinaus gewann Youn Sun Nah den „CHOC Award“ des französischen Jazz Magazine; vom Jazzmagazin „So Jazz“ wurde sie unter die Entdeckungen des Jahres gewählt. Im Rahmen des G20-Gipfels in Seoul trat sie im November 2010 vor den Staatschefs der 20 Länder auf.

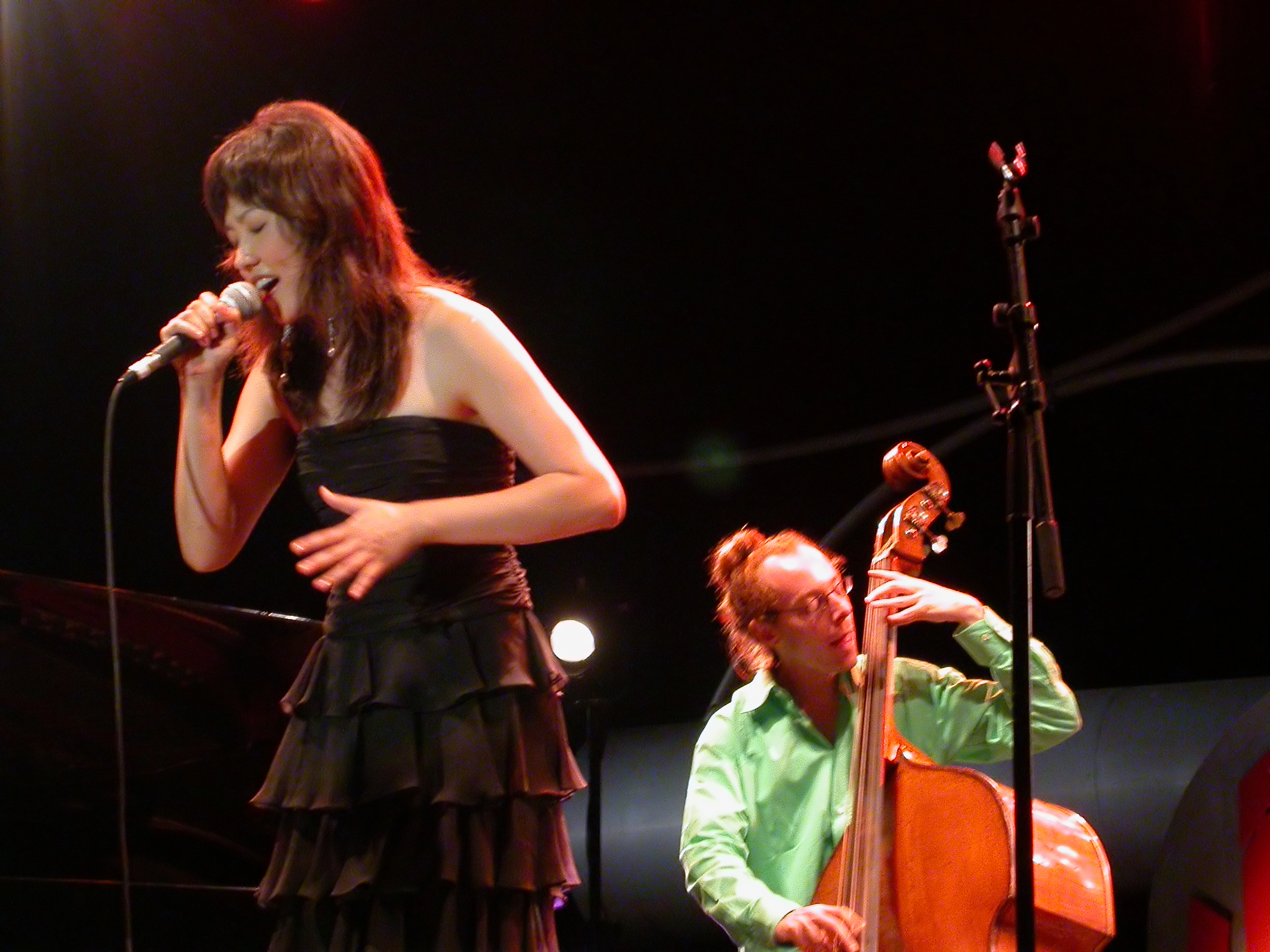
Youn Sun Nah, 2005

## Diskografie
- 2001: Reflet
- 2002: Light for the People
- 2003: Down by Love
- 2004: So I am
- 2007: Memory Lane
- 2009: Voyage
- 2010: Same Girl
- 2013: Lento (DE: Gold (German Jazz Award))[2]
- 2017: She Moves On
- 2019: Immersion
- 2022: Waking World
- 2024: Elles